# Wilhelm Weißbrodt

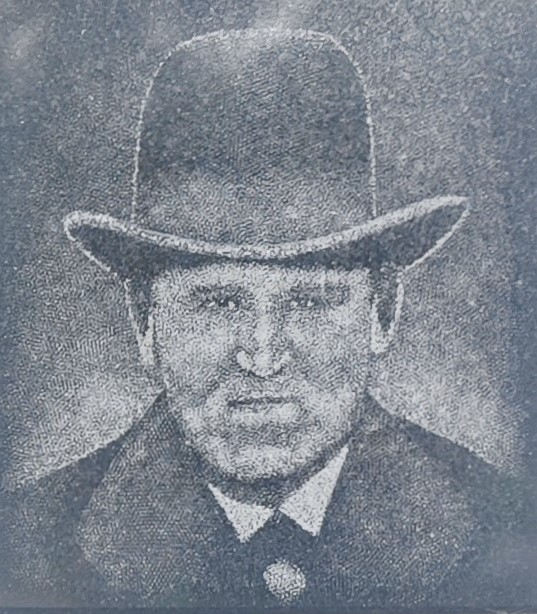
Wilhelm Weißbrodt

Wilhelm Weißbrodt (* 1. Mai 1836 in Sayn, Rheinland; † 9. November 1917 in Braunsberg, Ostpreußen) war ein deutscher Klassischer Philologe.

## Leben und Wirken
Weißbrodt besuchte das Gymnasium in Trier bis 1857 und studierte danach zunächst katholische Theologie. Seit 1863 studierte er Klassische Philologie an der Theologischen und Pädagogischen Akademie Münster, wo er am 16. April 1869 mit einer Dissertation zur Entwicklung der Konsonantenverdoppelung im Lateinischen bei Franz Winiewski promoviert wurde. Im September 1869 wurde Weißbrodt außerordentlicher Professor der Philologie an der Philosophischen Fakultät des Lyceum Hosianum in Braunsberg, von 1873 bis zu seinem Tode war er dort ordentlicher Professor. Dort begann er mit dem Aufbau eines „Antik-Archäologischen Kabinetts“, welches neben Abgüssen zahlreiche antike Inschriften und Kleinfunde umfasste.

## Veröffentlichungen
- Specimen grammaticum, Koblenz 1869 (= Dissertation)
- Miscellanea epigraphica, numismatica, grammatica, Braunsberg 1883.
- Die archäologische Sammlung am Königlichen Lyceum Hosianum, Braunsberg 1892.
- Ein ägyptischer christlicher Grabstein mit Inschrift aus der griechischen Liturgie im Königlichen Lyceum Hosianum zu Braunsberg und ähnliche Denkmäler in auswärtigen Museen, 2 Bde. Braunsberg 1905 u. 1909.
- Griechische und lateinische Inschriften in der antik-archäologischen Sammlung der Königlichen Akademie zu Braunsberg, Braunsberg 1913.